# Dawsonia robbinsii
Dawsonia robbinsii är en bladmossart som beskrevs av Edwin Bunting Bartram 1962. Dawsonia robbinsii ingår i släktet Dawsonia och familjen Polytrichaceae. Inga underarter finns listade i Catalogue of Life.